# カラーショ
カラーショ（イタリア語: Calascio）は、イタリア共和国アブルッツォ州ラクイラ県にある、人口約100人の基礎自治体（コムーネ）。

## 地理

### 位置・広がり

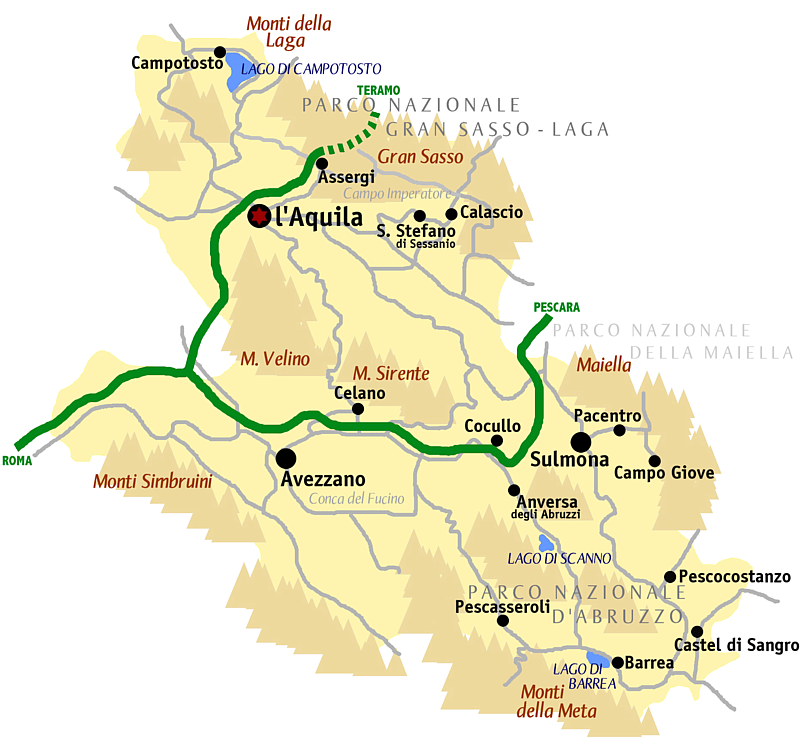
ラクイラ県概略図

ラクイラ県北東部に位置するコムーネ。

#### 隣接コムーネ
隣接するコムーネは以下の通り。TEはテーラモ県所属。
- カラペッレ・カルヴィージオ
- カステル・デル・モンテ
- カステッリ (TE)
- カステルヴェッキオ・カルヴィージオ
- イーゾラ・デル・グラン・サッソ・ディターリア (TE)
- オフェーナ
- サント・ステーファノ・ディ・セッサーニオ